# Финикс (трасса)
Финикс (уличная трасса) (англ. Phoenix street circuit) — трасса, проложенная в городе Финиксе (Аризона, США) по дорогам общего пользования. На этой трассе проходили Гран-при США «Формулы-1» с 1989 по 1991 года. Все Гран-при закончились победами команды McLaren — в 1989 выиграл Ален Прост, в 1990 и 1991 годах побеждал Айртон Сенна.
Этап в Финиксе не вызывал большого интереса у зрителей, и после 1991 года в Финиксе Гран-при США не проводился (был возобновлён в 2000—2007 годах на трассе Индианаполис Мотор Спидвей).

## Победители Гран-при США на трассе Финикс
| Год  | Пилот        | Команда       | Отчёт |
| ---- | ------------ | ------------- | ----- |
| 1991 | Айртон Сенна | McLaren-Honda | Отчёт |
| 1990 | Айртон Сенна | McLaren-Honda | Отчёт |
| 1989 | Ален Прост   | McLaren-Honda | Отчёт |